# Cárcheles
Cárcheles is een gemeente in de Spaanse provincie Jaén in de regio Andalusië met een oppervlakte van 41 km². In 2001 telde Cárcheles 1460 inwoners.